# 科萊塔 (伊利諾伊州)
科萊塔（英語：Coleta）是位於美國伊利諾伊州懷特塞德縣的一個村落。

## 地理
科萊塔的座標為41°54′20″N 89°48′18″W / 41.90556°N 89.80500°W，而該地最高點為海拔高度249米（即817英尺）。

## 人口
根據2010年美國人口普查的數據，科萊塔的面積為1.54平方千米，當中陸地面積為1.54平方千米，而水域面積為0.00平方千米。當地共有人口164人，而人口密度為每平方千米106人。